# Ne m'abandonne pas
Pour plus de détails, voir Fiche technique et Distribution.
Ne m'abandonne pas  est un téléfilm français réalisé par Xavier Durringer, diffusé le 3 février 2016 sur France 2. Le sujet principal est la radicalisation des jeunes français qui rejoignent la Syrie pour mener le djihad.

## Synopsis
Chama, 17 ans, qui vient d’être admise à Sciences Po, est la fierté de ses parents. Mais, un soir, un homme se présente chez eux pour leur annoncer qu’elle s’est mariée sur Internet avec son fils converti à l’islam radical et qu’elle compte le rejoindre en Syrie. Pour cette famille, le monde s’écroule. Plus rien ne sera comme avant. Commence alors un long combat contre l’extrémisme : jusqu’où devront-ils aller pour sortir leur fille de l’endoctrinement ?

## Fiche technique
- Titre : Ne m'abandonne pas
- Réalisateur : Xavier Durringer
- Scénaristes : Françoise Charpiat et Aude Marcle
- Producteurs : Joëy Faré pour Scarlett productions
- Musique : Nicolas Errèra
- Photographie : Matthieu Poirot-Delpech
- Montage : Guillaume Lauras et Catherine Schwartz
- Pays :  France
- Durée : 90 minutes
- Date de première diffusion : 3 février 2016 sur France 2.

## Distribution
- Lina El Arabi : Chama.
- Samia Sassi : Inès, sa mère.
- Sami Bouajila : Mehdi, son père.
- Marc Lavoine : Adrien, le père de Louis.
- Léo Legrand : Louis, son copain combattant en Syrie.
- Tassadit Mandi : sa grand-mère.
- Sofia Lesaffre : Yasmina, sa meilleure amie.
- Louise Szpindel : Manon, une ex-convertie revenue de Syrie.
- Virgile M'Fouilou : le Lieutenant Logley.
- Meriem Serbah : Nora.
- Bachir Tliti : Benjamin.
- Évelyne El Garby-Klaï : Djemila, la compagne de Sami.
- Théo Taggueb : Noam, son demi-frère.
- Zoé Daddi-Bourcy : Louisa, sa demi-sœur.
- Clara Pirali : Carole.
- Nadir Louatib : Omar, un ami de Louis.
- Louis-Marie Audubert : le postier.

## Audiences
Le téléfilm a obtenu lors de sa première diffusion un gros succès d'audience avec 5,1 millions de téléspectateurs (20,5 % de part d'audience). Ce soir-là, France 2 arrive en tête des audiences[réf. nécessaire].

## Accueil critique
« Un téléfilm juste et intimiste sur la radicalisation islamiste » selon Isabelle Poitte de Télérama. « Les « vertus pédagogiques » du film, sa « dimension politique et sociétale », son réalisateur, Xavier Durringer, les assume pleinement. Entre d’autres mains, elles auraient pu être écrasantes. Mais pas ici. La fiction, même bardée de mille précautions, a le dessus, et ses personnages, forts et attachants, ne sont jamais réduits à des stéréotypes ou à des porte-drapeaux. ». « Ne m'abandonne pas aborde le sujet de l'intégrisme radical avec audace » pour Éric Delsart dans Télé 7 Jours. « Un téléfilm qui traite avec finesse une situation délicate. Les acteurs, formidables dans leur rôle, donnent corps à une histoire qui évite les clichés et interroge sur les moyens pour se prémunir contre ce phénomène qui concerne des milliers d'adolescents. » Dans Paris Match, Amandine Bourgoin parle d'un téléfilm « juste et poignant sur l'endoctrinement des jeunes sur Internet par Daech. » « Il traite avec pédagogie et en évitant un ton moralisateur d'un sujet brûlant : l'endoctrinement des jeunes par Internet et le dénuement des parents face à celui-ci. L'histoire prend aux tripes, en partie grâce à des personnages forts et réalistes. Le film ne prétend pas connaître les raisons des départs de ces jeunes mais distille quelques clés pour aider les parents à réagir. » Dans Télé Loisirs, on salue l'interprétation des comédiens. « L’intensité dramatique du téléfilm doit beaucoup au jeu impeccable des acteurs. Marc Lavoine sait se montrer aussi froid et ambigu que Samia Sassi et Sami Bouajila sont bouillants et déterminés. Et Lina Elarabi, jeune actrice inconnue qui interprète Chama, donne à elle seule une sacrée vigueur à chaque scène ». Dans ce même journal, on regrette qu'« En repliant l’actualité brûlante du terrorisme sur un drame intime, en choisissant un milieu social aseptisé au prétexte de ne pas stigmatiser les jeunes musulmans de banlieues et de concerner chacun, il s’enferme dans un genre trop vu : celui des traités à l’usage des parents en détresse. On rêve du téléfilm qu’aurait pu mettre à l’antenne une chaîne du câble, qui ne s’imposerait pas un cahier des charges aussi vétilleux que le service public. »

## Distinctions

### Récompenses
- Monte-Carlo TV Festival 2017: Long Fiction Program
- Seoul International Drama Awards 2016: Meilleure Actrice pour Samia Sassi
- Seoul International Drama Awards 2016: Best TV Movie
- International Emmy Awards 2017 : Meilleur téléfilm / mini-série

### Nominations
- Monte-Carlo TV Festival 2017: Acteur exceptionnel dans une Mini Séries pour Marc Lavoine

## Autour du film
- Une pétition est ouverte en 2016 pour demander la diffusion du téléfilm dans tous les lycées de France[5]. Adressée à la ministre de l'Éducation nationale Najat Vallaud-Belkacem, la pétition réussit à arriver à son objectif de 43 172 signatures et la ministre répond favorablement au projet[6].